# Église de l'Intercession-de-la-Vierge sur la Nerl
Pour les articles homonymes, voir Église de l'Intercession-de-la-Vierge.
L'église de l'Intercession-de-la-Vierge sur la Nerl (en russe : Церковь Покрова на Нерли, Tserkov Pokrova na Nerli) est un édifice religieux en pierre de taille blanche situé dans l'oblast de Vladimir en Russie, à un kilomètre et demi de Bogolioubovo et à 13 km de Vladimir. C'est un modèle remarquable de l'école architecturale de Vladimir-Souzdal et de l'architecture russe ancienne. Elle est réputée pour l'harmonie de ses dimensions. Son nom est celui de la fête religieuse orthodoxe du 14 octobre, celle de l'Intercession de la Mère de Dieu, instaurée en Russie au milieu du XIIe siècle à l'initiative d'André Ier Bogolioubski. C'est probablement la première église consacrée à l'Intercession de la Mère de Dieu en Russie. Elle est aussi un des principaux représentants de l'architecture russe pré-mongole sur la liste des édifices de l'époque pré-mongole de la Rus' et, à ce titre, a été inscrite sur la liste du patrimoine mondial de l'UNESCO en 1992, au sein des monuments de Vladimir et de Souzdal.

## Histoire
La tradition reprend l'année 1165 comme année de construction de l'église de l'Intercession. Selon l'historien Nikolaï Voronine, elle fut construite à la demande d'André Ier Bogolioubski, en souvenir de la mort de son fils, le grand prince Iziaslav Andreïevitch (ru). Elle se situait à proximité d'un de ses anciens palais. Les recherches actuelles menées par Sergueï Zagraïevski et Tatiana Timofeïeva (ru), selon les informations provenant de chroniques anciennes, appuient l'hypothèse d'une date plus ancienne de construction, en 1158.
Selon la légende sur la vie d'André Bogolioubski, la pierre de taille blanche nécessaire à la construction de l'église fut ramenée des expéditions d'André Bogolioubski dans le Khanat bulgare de la Volga. Mais cette légende est réfutée comme vérité historique, à la suite des résultats des analyses paléographiques de la pierre de taille utilisée par les constructeurs de l'église.
En 1784, du fait du peu de revenus de l'église de l'Intercession, le supérieur du couvent de Bogolioubov (auquel elle appartenait) projeta d'utiliser des matériaux de celle-ci pour construire un clocher au monastère. Mais il n'eut cependant pas assez de moyens pour commencer les travaux.

## Architecture

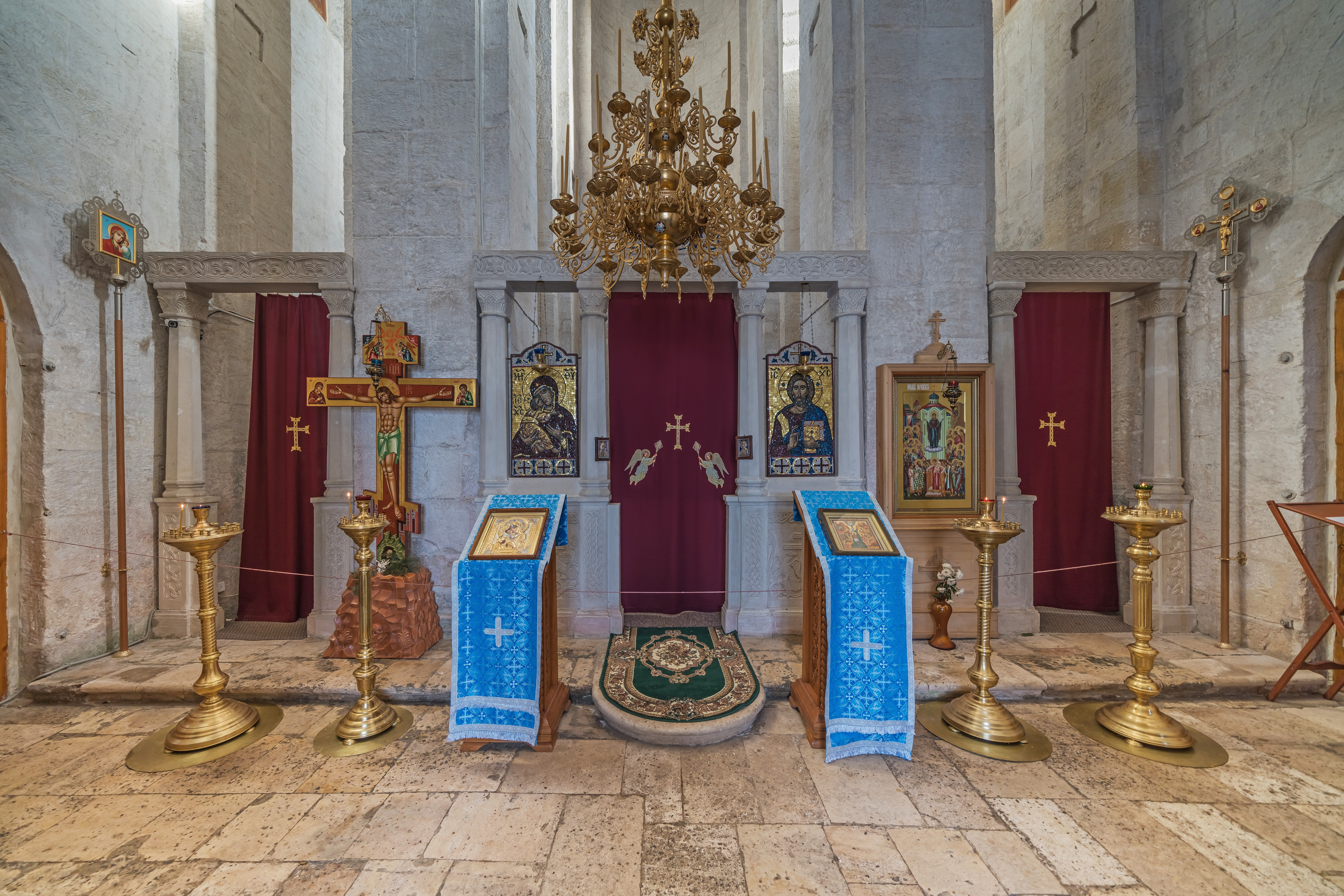
L'intérieur de l'église

L'emplacement où est construite l'église de l'Intercession est unique : légèrement en altitude, sur une prairie le long d'une rivière. Dans le passé, près de l'église il existait une embouchure : celle de la Nerl, une rivière, affluent de la Kliazma (le lit actuel de la rivière a changé d'emplacement). L'église se trouvait pratiquement au confluent de deux voies d'eau commerciales importantes. Venant de l'est et du sud-est par la Volga puis l'Oka les marchands et les voyageurs parvenaient jusqu'à la Kliazma à proximité de Vladimir.
L'église de l'Intercession est construite sur des fondations posées à 1,6 m de profondeur. Celles-ci sont recouvertes de pierres d'une taille de 3,7 m de long, recouvertes elles-mêmes de terre argileuse pour former le dôme, paré de pierres de taille blanches. En fin de compte, les fondations se retrouvent à une profondeur totale de cinq mètres par rapport à la surface du sol. Cette technique a permis de résoudre les problèmes liés aux débordements de la rivière qui peuvent atteindre cinq mètres de dénivelé durant les grandes crues. Quand ces débordements se produisent l'église semble flotter sur l'eau, le niveau des eaux de la rivière atteignant parfois les seuils de ses portes. Mais elle reste protégée par l'île qui se forme autour d'elle. De l'église du XIIe siècle le volume initial a été conservé sans altération jusqu'à nos jours — de petite taille, de plan carré (environ 10 × 10 m si l'on ne tient pas compte de l'abside, la base carrée sous la tourelle dominant l'édifice mesure 3,2 m de côté). C'est une église à croix inscrite supportée par quatre piliers et comprenant trois absides dont une principale avec des arcatures à colonnes cintrées et des portails garnis de bas-reliefs. Les parois de l'édifice sont parfaitement verticales, mais du fait du choix des proportions idéales, elles semblent inclinées vers l'intérieur ce qui donne l'impression que l'édifice est plus grand qu'il n'est en réalité. Les parties saillantes des façades (frises, bords de toitures des arcades, colonnes des façades) sont soulignées, pour rendre le bâtiment plus élancé. Les fenêtres sont très étroites, ce qui rend l'intérieur de l'église fort sombre pour y tenir des offices religieux sans la lumière de cierges.
Cette architecture héritée de Byzance à plan carré, quatre piliers, trois absides est commune aux églises de Vladimir et Souzdal et à celles de type kiévien telles Sainte-Sophie de Kiev et Sainte-Sophie de Novgorod. Par contre l'emploi des matériaux est sensiblement différent : les églises kiéviennes sont bâties en brique, alors que celles de Vladimir et Souzdal le sont en pierre blanche extraite des carrières de la Kama et amenées par eaux. Elles sont en outre de proportion beaucoup plus réduite.

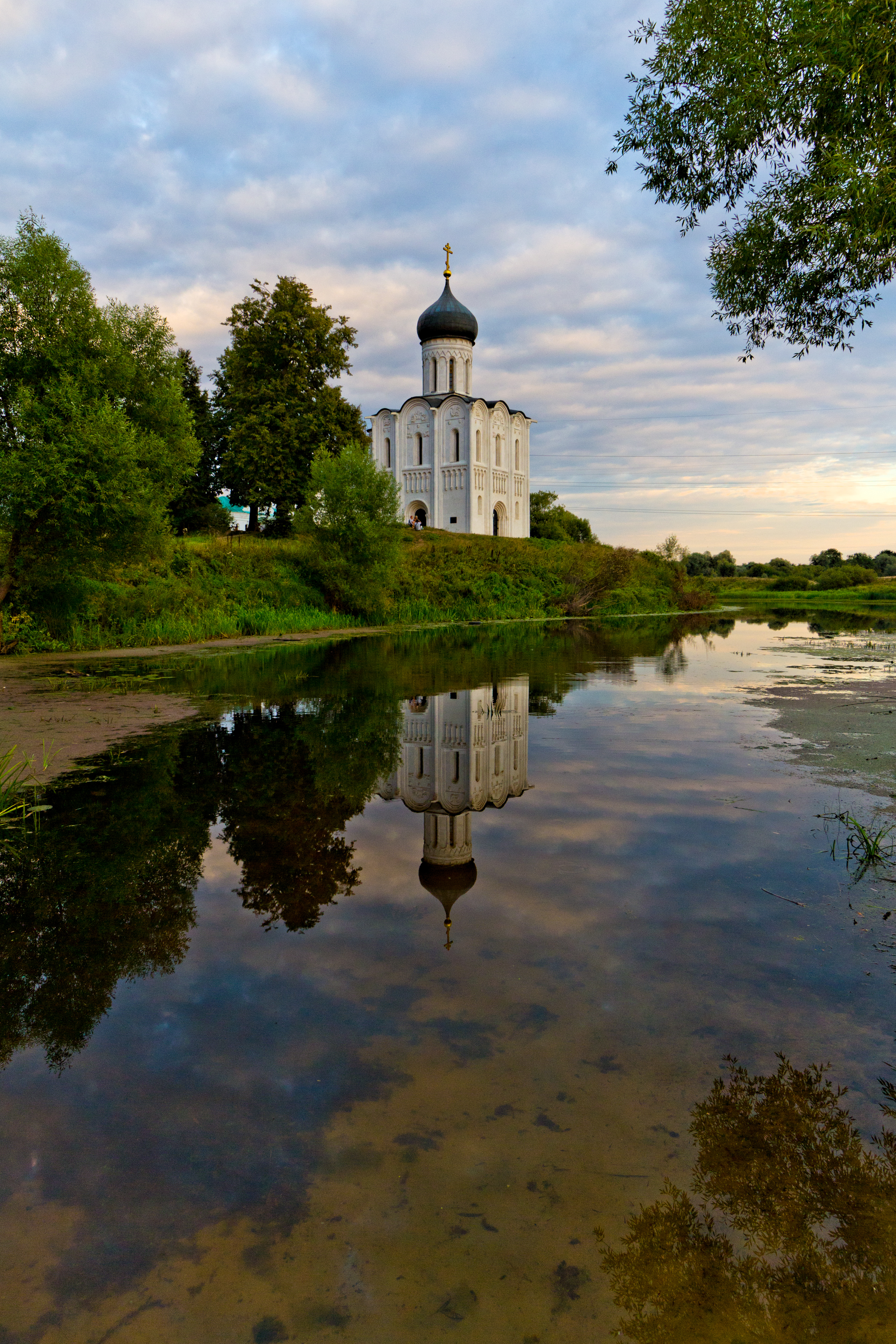
L'église de l'Intercession au bord de la Nerl

À l'intérieur, la dimension des colonnes rétrécit vers le haut, ce qui, dans ce bâtiment de taille réduite, donne également une impression de plus grande hauteur.
L'assemblage des pierres des murs au nord et au sud est asymétrique, celui du mur à l'est est très serré. Les dimensions choisies pour les saillants, pour les absides, les traverses des murs permettent toujours de faire ressortir un grand équilibre de proportions de quelque côté qu'elle soit vue. Les nombreux pilastres et les colonnes des murs extérieurs correspondent à la structure de l'ossature intérieure de l'église. Ces colonnes de pierre ressortent de trois quarts des murs et aux angles de l'édifice ce qui donne à l'ensemble un dessin clair et très précis.
Les façades supérieures de l'église sont garnies de bas-reliefs sculptés. Le Roi David, en gloire, tenant un psaltérion dans la main gauche, se signant de deux doigts de la main droite est la figure centrale des façades. Dans la composition de la scène de bas-reliefs apparaissent aussi des lions, des oiseaux, symboles du bien et du mal et des masques féminins.
La principale originalité de l'église de la Nerl et des églises de Vladimir et Souzdal, par rapport aux églises de type kiévien est la richesse de leur décoration plastique. Cette décoration est la conséquence de la construction en pierre de taille. La pierre appelle le relief comme la brique appelle la polychromie. Chaque sculpture correspond à une pierre de parement qui est taillée avant la pose. Ce procédé est le même que celui des églises romanes. Il y a par contre une différence capitale entre la sculpture souzdalienne et la sculpture romane : cette dernière modèle ses figures en haut-relief, la première est presque en méplat. Peut-être est-ce la méfiance de l'Église orthodoxe rétive aux représentations sculptées qui aurait « excommunié » la ronde-bosse. Peut-être est-ce l'influence de l'esthétique orientale qui grave ses formes plutôt qu'elle ne les sculpte. C'est le principe de la décoration arabe.

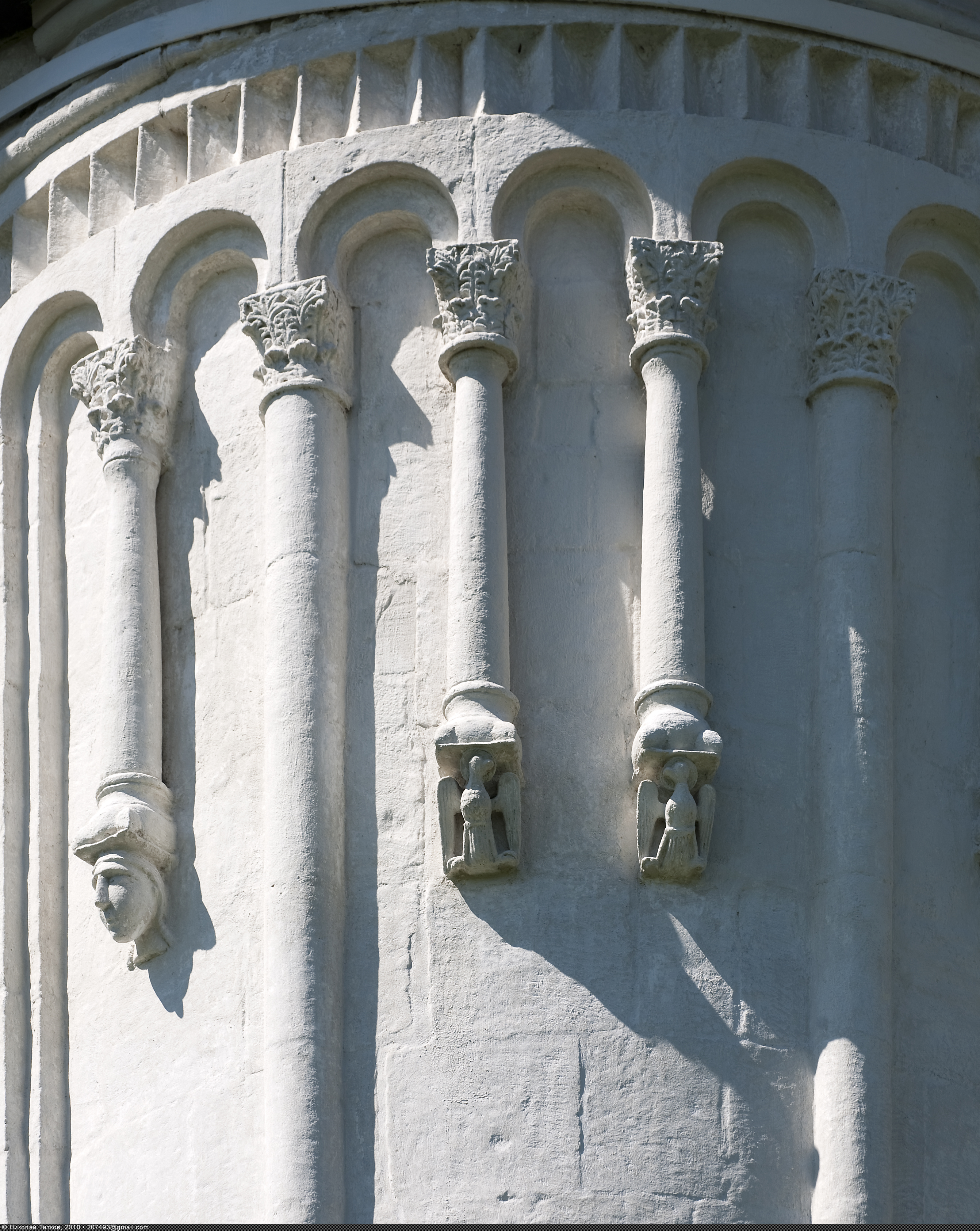
Église de l'Intercession-de-la-Vierge. Détail

Dans l'église de la Nerl les bas-reliefs sont espacés et cantonnés au sommet des trois grandes arcatures de la façade. L'ornementation est encore sobre. Dans les tympans latéraux sont sculptés des griffons terrassant des quadrupèdes, puis sept têtes sont rangées au-dessous de ces sculptures et, des deux côtés de la fenêtre centrale, deux lions dont les queues sont terminées par un fleuron et un oiseau. Eugène Viollet-le-Duc insiste sur le caractère asiatique de ces représentations. La sculpture d'ornement se rapproche du faire des artistes syriaques, ainsi que le fait voir l'un des gros chapiteaux de la porte. Quant aux profils, ils rappellent beaucoup plus les profils des édifices de la Syrie centrale que ceux des Byzantins proprement dits
Les fresques murales intérieures des origines ont complètement disparu (ces fresques intérieures furent enlevées lors d'une restauration en 1877). Quant aux bas-reliefs en façade de l'édifice, ils ont, au contraire, donné l'idée à un foisonnement de représentations de ce type aux constructeurs de la région de Souzdal et Vladimir (sur l'Église de la Dormition, par exemple).
Les proportions recherchées et l'harmonie générale qui se dégage de l'édifice a été remarquée par de nombreux historiens d'art et de connaisseurs et l'église de l'Intercession est souvent appelée la plus belle de toute la Russie.

« L’église de l'Intercession sur la Nerl près de Vladimir n'est pas seulement la plus belle construite en Russie, mais est aussi un des monuments les plus importants de l'art mondial… »

— Igor Grabar
 L'historien d'art, Louis Réau, directeur au début du XXe siècle du prestigieux Institut français de Saint-Pétersbourg, l'évoquait en des termes tout aussi élogieux.
Cette église sur la Nerl, qui est une réduction de la cathédrale Saint-Dimitri à Vladimir, est une des créations les plus parfaites du génie russe. Cette église a été littéralement copiée à Saint-Pétersbourg dans l'église « du Sauveur sur les eaux » élevée en 1910 par les architectes Pieretiatkovitch et Smirnov en commémoration des marins russes morts à la bataille de Tsousima pendant la guerre russo-japonaise. Elle se trouvait quai des Anglais à Saint-Pétersbourg et fut démolie en 1932.
L'adéquation de cette église au paysage de plaine de la Nerl en fait un exemple parfait d'une des constantes de l'architecture russe. La cathédrale de Strasbourg est impensable en pleine campagne. Les églises russes, bien que beaucoup se situent dans des villes, ne révèlent toute leur valeur esthétique que dans un cadre naturel, dans un paysage de prairies et de bouquets d'arbres, au bord de l'eau. La Russie d'Europe avec ses plaines leur permet de venir rompre la monotonie de ses paysages plats.

## Situation actuelle

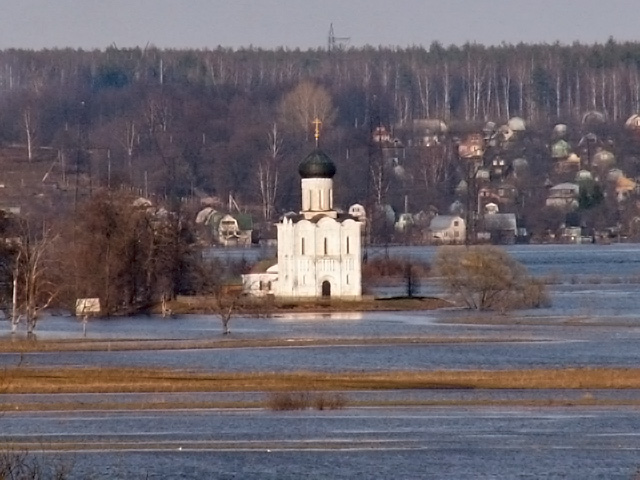
L'église en période de crue de la Nerl (2005).

L'ensemble des prairies sur laquelle a été construite l'église fait actuellement partie d'une zone naturelle protégée (complexe paysager historique de Bogolioubovo). L'église elle-même est inscrite sur la liste du patrimoine mondial de l'Unesco au sein du bien intitulé « monuments de Vladimir et de Souzdal ».
Actuellement l'église se trouve sous la tutelle conjointe du Patriarcat de Moscou et de toute la Russie et du musée-réserve naturelle  de Vladimir-Souzdal (ru). Des offices religieux ont lieu régulièrement dans l'église, mais en dehors du culte elle est également ouverte comme lieu d'exposition.